# 綸音惠
博卿額（？—1786年），榜名綸音惠，字虛宥，博尔济吉特氏，镶红旗满洲塞尔登佐领下人。乾隆甲子举人，戊辰进士。

## 生平
由国子监司业升翰林院侍讲学士，后官乾隆二十五年庚辰科四川乡试副考官，乾隆二十七年任四川学政，乾隆三十三年任戊子科浙江乡试正考官，乾隆三十四年任奉天府尹。
诗选《晚晴簃诗汇》。

## 家庭成员
- 堂兄國棟，乾隆壬戌进士，浙江布政使；
- 堂侄文孚，文渊阁大学士，谥文敬；
- 从堂侄孫鄂山，嘉庆丙辰进士，四川总督、成山，道光癸未进士，直隶热河道；
- 从堂侄曾孙葆謙，咸丰壬子进士，刑部主事；
- 族亲善慶，嘉庆壬戌进士，国子监祭酒，盛京礼部侍郎；
- 錫淳，咸丰丙辰进士，驻藏帮办大臣；
- 定保，咸丰己未进士；
- 琦善，文渊阁大学士，谥文勤；
- 琦善之孙瑞洵，光绪丙戌进士，科布多參贊大臣。[3]